# Peltolepis
Peltolepis là một chi rêu trong họ Cleveaceae.